# Arkady Shilkloper
Arkady Shilkloper est un corniste de jazz russe, né le 17 octobre 1956 à Moscou qui vit en Allemagne.

## Biographie
Arkady Shilkloper est né le 17 octobre 1956 à Moscou. À six ans, il commence à jouer du saxhorn alto dans l'orchestre de cuivres de la Maison des Jeunes Pionniers du district de Kountsevo.
À 11 ans, il rentre à l'École de musique militaire de Moscou, jusqu'en 1974. Ensuite pendant 2 ans, il fait partie de l'orchestre de l'Académie militaire politique Lénine de l'Armée rouge.
Il commence le cor à 20 ans à l'Académie russe de musique Gnessine où il étudie pendant 5 ans. En parallèle, pendant 2 ans, il prend des cours d'improvisation jazz au Studio expérimental de musique improvisée de Moscou, qui s'appellera plus tard le Collège de musique improvisée de Moscou.
En 1978, il entre à l'orchestre du théâtre Bolchoï, jusqu'en 1985. Il intègre alors l'orchestre philharmonique de Moscou où il joue pendant quatre ans.
De 1984 à 1986, il commence réellement le jazz, en duo avec le contrebassiste Mikhail Karetnikov. De 1985 à 1989, il est membre de Three O, avec Sergey Letov aux saxophones et aux flûtes et Arkady Kirichenko au tuba et au chant.
À partir de 1988, il joue avec le pianiste Mikhail Alperin avec lequel il fera 4 albums, dont le premier, Wave of Sorrow est en 1989 le premier album russe du label ECM. En 1990 le duo Shilkloper-Alperin invite le clarinettiste Sergey Starostin, musicien classique issu du conservatoire de Moscou et chercheur spécialisé dans la musique folklorique russe. Ils fondent ensemble le Moscow Art Trio.
En 1990 Arkady Shilkloper fait son premier concert aux États-Unis dans la ville de Moscow, homonyme de sa ville natale, lors du Festival de Jazz de l'université de l'Idaho,.

## Discographie

### Soliste
- 1998 : Hornology, Boheme Music
- 2000 : Pilatus, Boheme Music
- 2003 : Presente para Moscou, DOM Records
- 2008 : Portrait

### En ensemble
- 1988 : Wave of Sorrow avec le pianiste Mikhail Alperin, ECM
- 1997 : North Story avec le pianiste Mikhail Alperin, ECM
- 1999 : First Impression avec le pianiste Mikhail Alperin, ECM
- 2000 : Mauve, avec le guitariste brésilien Alegre Correa et la bassiste autrichien Georg Breinschmid
- 2005 : enregistrement avec l'orchestre VSP orkestra dirigé par le tromboniste Pascal Beck et le vibraphoniste Ghislain Muller du Cd  "VSP orkestra & Arkady Shilkloper'"  une composition d'Arkady Schikloper  intitulée "Wupper" est enregistrée avec cet orchestre, © octa prod France
- 2008 : Her First Dance avec le pianiste Mikhail Alperin, ECM

## Filmographie
2012 : parution DVD (octa prod) : concert enregistré avec l'orchestre VSP orkestra, dirigé par le tromboniste Pascal Beck et le vibraphoniste Ghislain Muller le 11 août 2011, festival "au grès du jazz" à La petite-Pierre, Arkady Shilkloper en solo au cor des Alpes et au cor d'harmonie.

## Récompenses
En 2000, l'album Mauve du Mauve Trio est élu « CD of the Year » par le Hans Koller Prize of Austria.